# Pedro Fuertes Amorós
Pedro Fuertes Amorós (Osca, 12 de desembre de 1970) és un exfutbolista aragonés, que ocupava la posició de defensa.
Va destacar amb la UE Figueres a la campanya 92/93, amb els empordanesos a Segona Divisió, la qual cosa li va valdre el fitxatge pel Reial Saragossa a l'any següent. Amb els aragonesos, va jugar cinc partits a la màxima categoria. Posteriorment, la seua carrera prosseguia per conjunts de divisions més modestes, com el Lalueza, de la Tercera aragonesa.